# One Bright Day
One Bright Day è un album del gruppo musicale reggae giamaicano Ziggy Marley and the Melody Makers, pubblicato dalla Virgin Records nel 1989.
L'album vince il Grammy Awards come miglior album reggae.

## Tracce
1. Justice - 4:16 (Testi: Marley)
2. One Bright Day - 4:12 (Testi: Marley)
3. Pains of Life - 4:10 (Testi: Marley)
4. Urban Music - 4:09 (Testi: Marley)
5. When the Lights Gone Out (Jamaican Stylee) - 4:39 (Testi: Marley)
6. All Love - 5:00 (Testi: Marley)
7. Who Will Be There - 4:12 (Testi: Marley, Marley)
8. Black My Story (Not History) - 4:07 (Testi: Marley, Marley)
9. Love Is the Only Law - 3:46 (Testi: Marley, Marley)
10. When the Lights Gone Out - 2:54 (Testi: Marley)
11. Look Who's Dancing - 4:02 (Testi: Marley, Marley)
12. Problems - 4:19 (Testi: Marley Prendergast, Marley)
13. All You Got - 4:52 (Testi: Marley, Marley)